# Addison (Texas)
Addison város az USA Texas államában, Dallas megyében. Lakosainak száma 16 661 fő (2020. április 1.).

## Népesség
A település népességének változása:

| 2010 | 13 056 |
| 2020 | 16 661 |